# Ouzera
Ouzera (în arabă وزرة) este o comună din provincia Médéa, Algeria.
Populația comunei este de 12.650 de locuitori (2008).